# Marino Biliškov
Marino Biliškov (Split, Croacia, 17 de marzo de 1976), futbolista croata. Juega de defensa y su actual equipo es el SpVgg Greuther Fürth de la 2. Bundesliga de Alemania. 

## Clubes
| Club           | País     | Año       |
| -------------- | -------- | --------- |
| Hajduk Split   | Croacia  | 1998-1999 |
| VfL Wolfsburgo | Alemania | 1999-2005 |
| MSV Duisburgo  | Alemania | 2005-2006 |
| Iraklis FC     | Grecia   | 2006-2007 |
| Greuther Fürth | Alemania | 2007-     |

- Datos: Q708642